# Scheibengewehr
Unter dem Begriff Scheibengewehr werden verschiedene Handfeuerwaffen (Gewehre) und die gleichnamige Disziplin des Deutschen Schützenbundes (DSB) zusammengefasst.

## Begriffsklärung
Die Waffe „Scheibengewehr“ wird in drei unterschiedlichen Kategorien unterschieden:
1. Scheibengewehr, auch Scheibenbüchse, Vorderladerbüchse (Vorderladergewehr)
2. Scheibengewehr, auch Scheibenbüchse, Einzelladerbüchse (Patronengewehr)
3. Scheibengewehr, Einzelladerbüchse (Kleinkalibergewehr)

Ein Scheibengewehr dient nicht militärischen Zwecken oder der Jagd und ist als eigenständige Entwicklung zum Sportgewehr zu sehen. Es ist speziell für das Präzisionsschießen auf Schießscheiben und dem stehenden Anschlag des Schützen gebaut oder modifiziert und mit entsprechender Schäftung und Zieleinrichtungen, meist unterschiedliche Arten von Dioptern, ausgestattet. Bei älteren Scheibengewehren liegt der Lauf meist vollkommen frei. Wegen hoher Kosten für Feuerwaffen wurden früher militärische Gewehre oft zu Scheibengewehren umgebaut, wenn sie beim Militär ausgedient hatten. Dabei wurde meist die Vollschäftung entfernt und der Schaft entsprechend gekürzt. Prinzipiell sind jedoch militärische oder jagdliche Schäfte für diese spezielle Form des Schießens nicht oder nur bedingt geeignet. Als grundlegendes Merkmal des Scheibengewehrs wird das Einzelladerprinzip und für das Schießen die traditionelle Entfernung von 100 m im frei stehenden Anschlag angesehen.
Das Scheibengewehrschießen, mit den beschriebenen Waffen als sportliche Disziplin, wird im gesamten deutschen Sprachraum, betrieben. Die Schwerpunkte bildeten und bilden dabei Österreich, Deutschland und Nord-Italien. Die schießsportliche Disziplin Scheibengewehr wurde somit auch in die Internationale Schützenunion (ISSF – früher U.I.T.) aufgenommen und ist keinesfalls zu verwechseln mit dem Scheibenschießen auf Bild-Scheiben, wie es unter anderem beim Traditions- und/oder Königsschießen praktiziert wird.
Die schießsportliche Disziplin des Deutschen Schützenbundes ist in der Sportordnung festgelegt und beschrieben und wird mit Kleinkaliber-Einzelladerbüchsen (Sportgewehren) durchgeführt. Die Wettkämpfe führen bis zur Deutschen Meisterschaft.

## Geschichte
Das sportliche Schießen auf Scheiben (Schießscheiben) gehört neben den so genannten jagdlichen Schießdisziplinen zu den ältesten Schießsportarten mit Feuerwaffen.

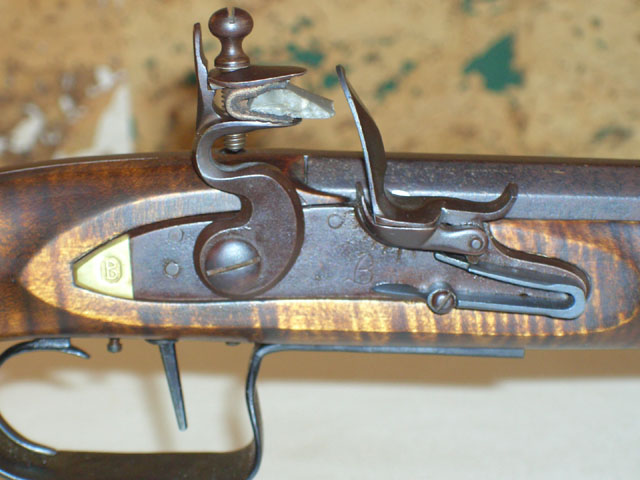
Steinschloss und Stecherabzug

Bis etwa 1820 wurde schon mit Steinschlossbüchsen in sportlichen Wettkämpfen auf Schießscheiben geschossen. Die Verwendung gezogener Läufe (Büchsenläufe) ermöglichte erst die Präzision, die benötigt wurde zu möglichst zielgenau auf Entfernungen von 100 m, was die traditionelle Entfernung für das Scheibenschießen ist, zu schießen. Von Anfang an wurde mit Scheibengewehren im Stehen auf die Schießscheiben gefeuert. Ob gerade der Stehendanschlag zum Schießen mit dem Scheibengewehr den Vorzug fand, weil bis zu dieser Zeit in militärischen Auseinandersetzungen die Truppen meist stehend aufeinander gefeuerten und kniend die Waffen geladen wurden, oder weil das Scheibenschießen anfänglich eher von Angehörigen des Adels und den Angehörigen von Handwerksständen betrieben wurde, im Gehrock, in lokaler – oder Handwerkertracht kommen andere Anschlagsarten kaum in Frage, ist umstritten. Das Scheibenschießen wurde als sportlicher Wettkampf zu unterschiedlichen Anlässen praktiziert, Schützenfeste, lokale Jahresfeste, Gildefeste etc., aber auch auf regelmäßiger Basis in den Schützengilden und den schon früh aufkommenden Schützenvereinen.

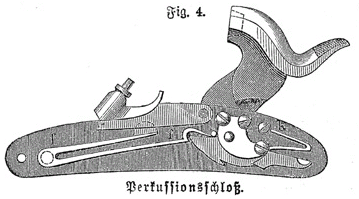
Perkussionsschloss

Nach 1820 wurden die ersten Steinschlossbüchsen auf Perkussionsschlösser aptiert, im Weiteren wurden Scheibengewehre ab dieser Zeit dann mit Perkussionsschlössern gebaut und die Abzüge mit Stechern versehen. Die verbesserte Präzision der Waffen ermöglichte die Reduzierung der verwendeten Kaliber. So schrumpften diese von 15 mm bis 19 mm bei den Steinschlossbüchsen, auf 11 mm bis 13,5 mm bei den Perkussionsbüchsen, als Ausnahme gelten Kaliber von ca. 9 mm bis 9,5 mm bei diesen Waffen. Mit der verbesserten Präzision gab es auch Veränderungen in der Distanz auf die geschossen wurde. So gab es beispielsweise auch Wettbewerbe auf 150 m, 175 m und 300 m.
Mit der Entwicklung der Patronenmunition und der einhergehenden Fertigung moderner Verschlusssysteme änderten sich auch die Scheibengewehre. Frühe Vertreter der neuen Generation der Scheibengewehre verwendeten die so genannte 8 mm Normalpatrone mit Schwarzpulverfüllung oder raucharmer Pulverfüllung im Kaliber 8,15 x 46 ½ mm.

## Waffen

### Scheibengewehr, Vorderladerbüchse

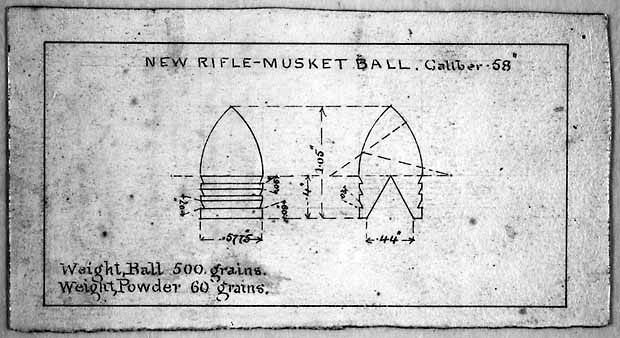
Darstellung Minié-Geschoss

Steinschlossbüchse oder Perkussionsbüchse (Vorderladerbüchsen), mit Teilschäftungen in Ausführung meist mit Bayerischer oder Tiroler Backe, Dioptervisierungen, oft Gabel-Diopter und Stecherabzüge als einfach bis dreifach Stecher. Kaliber 9 mm bis 19 mm mit sog. Pflasterläufen und der Verwendung von Rundkugeln oder Minié-Geschossen.
Die Ausführungen dieser Waffen reichten von einfachen, unverzierten Modellen bis zu Luxus-Varianten mit Gravuren, Ätzungen, Ziselierungen, Goldintarsien auf Metallteilen sowie reich verzierten und verschnittenen Schäften. Original-Waffen dieser Art sind heute gefragte Sammlerobjekte und erreichen bei Auktionen, als schießende Antiquitäten, Spitzenpreise.
Zu dieser klassischen Form des Scheibengewehrs (Perkussionsgewehr) gab es oftmals exakt baugleiche Varianten in einer Ausführung zur Verwendung von Zimmermunition. Diese Versionen dienten dem Übungsschießen in der heimischen Umgebung oder in Gilde- und Vereinshäusern und ermöglichten die Übung mit der, bis auf das Kaliber, baugleichen Waffe auch unter schlechten Wetterbedingungen.
Moderne Nachbauten oder Neuentwicklungen dieser Waffen weisen hohe Qualitätsstandards auf und können ggf. ebenso reich verziert sein wie ihre Vorläufer. Die verwendeten Kaliber liegen oft im Bereich .32 bis .45. Bekannte Hersteller (Perkussionsgewehre) sind beispielsweise Davide Pedersoli (Scheibenbüchse) oder der Schweizer Bristlen Morges.

### Scheibengewehr, Einzelladerbüchse
Einzelladerbüchse mit Teil- oder Sportschäftung oft in Ausführung mit Bayerischer oder Tiroler Backe, Dioptervisierung, zum Teil auch mit militärischen Dioptern. In diesen Waffen finden sowohl Stecherabzüge als auch Sportabzüge Verwendung. Verzierungen des Laufs, der Systemhülse oder des Schaftes finden sich hier seltener. Die verwendeten Kaliber liegen meist beim so genannten „Deutschen Kaliber“ (8 mm bis 9,5 mm) des vom deutschen Büchsenmacher Aydt entwickelten Aydt-Systems, einem Fallblocksystem mit unter dem Lauf befindlichem Drehpunkt des abkippenden Verschlussblocks.
Die ursprünglichen patronengeladenen Scheibengewehre hatten Kipplauf- oder Fallblocksysteme. Nach der Entwicklung des Mauser-Systems 98 finden sich auch diese Systeme, neben anderen, bei den Scheibengewehren.
Moderne, großkalibrige, patronengeladene Scheibengewehre verwenden auch Match- oder sog. Benchrest-Schäfte oder sogar Lochschäfte. Die für Senioren angepasste Disziplin Scheibengewehr erlaubt das Auflegen der Waffe. Dem muss durch die Schäftung Rechnung getragen werden.

### Scheibengewehr, Einzelladerbüchse (Kleinkaliber)
Die für die Disziplin des Deutschen Schützenbunds verwendeten Waffen entsprechen weitgehend den auch in anderen Disziplinen verwendeten Matchwaffen, mit Modifikationen, die den stehenden Anschlag des Schützen unterstützen. Einzelheiten müssen der gültigen Sportordnung entnommen werden. Auch hier gibt es eine modifizierte Disziplin für Senioren, die das Auflegen der Waffe erlaubt.